# Шеньчжоу-15
Шеньчжоу-15 (спрощ.: 神舟十五号; піньїнь: Shénzhōu Shíwǔ-hào; літ.: 'Божественний човен номер 15', англ. Shenzhou 15) — китайський космічний політ на космічну станцію «Тяньгун». Він розпочався 29 листопада 2022 року у складі трьох тайконавтів Загону космонавтів Народно-визвольної армії (ЗКНВА). Він став десятим пілотованим польотом за програмою «Шеньчжоу» та п'ятнадцятим польотом програми в цілому.

## Місія
Місія стартувала 29 листопада 2022 року приблизно о 15:08 UTC після запуску та стикування модулів Веньтянь і Ментянь у липні та жовтні 2022 року відповідно. Місія Шеньчжоу-15 і попередня місія Шеньчжоу, Шеньчжоу-14, збігають на 10 днів у часі.
Очікується, що екіпаж «Шеньчжоу-15» здійснить 4 виходи у відкритий космос, попрацює над корисним навантаженням як всередині станції, так і за її межами, а також проведе іншу наукову роботу.
4 червня 2023 року, о 06:33 ранку (за пекінським часом) капсула пілотованого космічного корабля «Шеньчжоу-15», на борту якої знаходилися космонавти Фей Цзюньлун, Ден Цинмін і Чжан Лу, приземлилася на посадочний майданчик «Дунфен», — про це повідомили у Канцелярії програми пілотованої космонавтики (КППК) Китаю.

## Екіпаж
Екіпаж було публічно представлено на пресконференції 28 листопада 2022 року.
| Посада             | Член екіпажу                               |
| ------------------ | ------------------------------------------ |
| Командир           | Фей Цзюньлун, ЗКНВА Другий космічний політ |
| Оператор           | Ден Цінмін, ЗКНВА Другий космічний політ   |
| Системний оператор | Чжан Лу, ЗКНВА Перший космічний політ      |